# Sărata (okręg Neamț)
Sărata – wieś w Rumunii, w okręgu Neamț, w gminie Dobreni. W 2011 roku liczyła 181 mieszkańców.